# Površinsko vodena radioterapija
SGRT ali površinsko vodena radioterapija (angleško surface guided radiotherapy) uporablja optično površinsko skeniranje za pozicioniranje pacientov, spremljanje gibanja znotraj frakcij in tehnike dihanja. Na splošno sistemi SGRT uporabljajo kombinacijo projektorja in ene ali več enot kamer za registracijo trenutne 3D površine pacienta.
Referenčna površina glede na položaj izocentra zdravljenja se uporablja za izračun potrebne korekcije položaja v translacijski in rotacijski smeri. Optični površinski skenerji so se s svojo visoko prostorsko in časovno ločljivostjo izkazali za pomemben dodatek k procesu radioterapije glede pozicioniranja in spremljanja pacienta.
SGRT je mogoče razumeti kot orodje, ki omogoča neprekinjeno spremljanje položaja pacienta, s čimer izboljšuje varnost in udobje pacienta ter hkrati standardizira potek dela ( večja natančnost in ponovljivost). Poleg tega ima potencial za izboljšanje kliničnih rezultatov z natančnim ciljnim obsevanjem, hkrati pa varuje kritične organe.
V smislu pozocioniranja pacienta je SGRT učinkovito orodje za skrajšanje celotnega časa obsevanja in zmanjševanje odmerka slikanja, saj:
1. zagotavlja informacije o celotni površini in položaju pacienta
2. za površinske tumorje (kjer lahko površinska odstopanja delujejo kot nadomestek za gibanje tumorja) SGRT omogoča natančnejše pozicioniranje v primerjavi s 3 točkovnimi laserji in lahko v nekaterih primerih omogoči zmanjšanje število dnevnih slikanj.
3. za globlje locirane tumorje (brez neposredne korelacije med površinskimi deviacijami in gibanjem tumorja) ostaja dnevno slikanje obvezno, vendar lahko SGRT skrajša čas, potreben za registracijo slike in prepreči potrebo po večkratnem slikanju[1]

Površinsko vodeno radioterapijo kot jo poznamo zdaj, je bila v radioterapiji uvedena na prelomu tisočletja, zadnja leta pa se je vse bolj uveljavljala v radioterapevtski kliniki. SGRT pokriva celoten potek dela od nastavitve do konca zdravljenja ter zagotavlja slike, ki jih je lažje in hitreje interpretirati.
SGRT ima potencial za velik vpliv na izboljšanje kakovosti in varnosti radioterapevtskega zdravljenja, vendar je IGRT (image guided radiotherapy) še vedno zlati standard za preverjanje položaja. SGRT lahko dopolnjuje druge načine slikanja brez dodajanja odmerka sevanja.
Ker zagotavlja spremljanje gibanja pacientove površine v realnem času skozi celotno frakcijo obsevanja je dodana še dodatna raven varnosti, saj se obsevanje ustavi, če deli pacientove površine odstopajo od referenčnega položaja.

## Sistemi SGRT
Prvi sodobni sistem je bil align RT ali z drugim imenom Sistem za upravljanje optičnih površin (OSMS; Varian). Sistem ima privlačne funkcije za nastavitev pacienta, spremljanje in gating za pomoč pri doseganju ciljev radioterapije. OSMS (optical surface monitoring system) je preprosta, hitra, ponovljiva in natančna rešitev za nastavitev pacienta in lahko zmanjša naključne vsakodnevne napake pri nastavitvi.
leta 2017 je postal komercialno na voljo še en sistem površinskega vodenja, IDENTIFY (Varian Medical Systems). Sistem IDENTIFY uporablja identifikacijske oznake RF, optične oznake in Tof kamero za vodenje namestitve pripomočkov in začetne nastavitve pacienta.

## Klinične aplikacije
SGRT je postal običajno orodje v radioterapiji zaradi svoje sposobnosti zagotavljanja 6-dimenzionalne pozicioniranja in spremljanja pacienta v realnem času.
Dnevno slikanje pacienta brez sevanja in možnost krajšega časa nastavitve sta glavni prednosti tehnologije. Da bi ugotovili klinične koristi površinskega slikanja za nastavitev pacienta, je bilo izvedenih več preiskav, ki primerjajo natančnost nastavitve pacienta z uporabo verifikacijskega slikanja. Obstaja široko soglasje o prednosti SGRT nad 3-točkovno lasersko nastavitev pacienta, ko površina služi kot nadomestek za pozicioniranje tarče, tj. prsi in druge kože v bližini tarč. Pri globljih tarčah je treba površinsko slikanje uporabljati previdno.

### Pozicioniranje dojke
Kar zadeva nastavitev bolnikov z rakom dojke, študije, ki primerjajo lasersko poravnavo s površinskim slikanje, poročajo o zmanjšanju napak pri pozicioniranju za poravnavo kože in klipov za približno 40%, pri čemer so absolutne napake za vse študije manjše od 4 mm. Preverjanje z OBI sistemom in portalnim sistemom. Poleg natančnega pozicioniranja nudi površinsko slikanje napotke za popravljanje drže pacienta, to je položaj roke in brade. v tem kontekstu se je izkazalo, da je površinsko vodena korekcija drže roke izboljšala tudi položaj prsi.
Kljub temu lahko nekateri dejavniki vplivajo na natančnost pri površinsko vodenih nastavitvah pacienta, kot so gibanje pacienta, senčenje površine, izbira regije, ki nas zanima (ROI), odsotnost anatomskih gradientov pri pacientu (npr. zelo ravne površine ) in anatomskih sprememb med zdravljenjem. Delovni tok SGRT znotraj slikovnega protokola NAL (No Action Level) je pokazal potencial za zmanjšanje pogostosti IGRT in tako prihranil dodatni odmerek sevanja za slikanje.
Napredek pri površinskem slikanju za pozicioniranje bolnikov z rakom dojke je pred kratkim privedel do delovnega poteka brez tetoviranja in skrajšanega časa za nastavitev pacienta v primerjavi z lasersko poravnavo

### Pozicioniraje tumorjev v predelih trebuha, medenice, glave in vratu
Več študij je pokazalo slabo korelacijo med gibanjem površine pacienta in premikanjem notranjih tarč. Pri tarčah v trebuhu so opazili velike premike do približno 3 cm, pri medenici in spodnjih okončinah pa do približno 2 cm. Vendar pa je površinsko slikanje doseglo vsaj enako natančnost kot laserska poravnava in je veljalo za dragoceno orodje za začetno nastavitev pacienta.
Pomanjkanje korelacije med gibanjem površine in notranje strukture ni argument proti uporabi SGRT, saj SGRT ne zagotavlja nasprotujočih si, ampak dopolnilnih informacij za vodenje slike. Izbira ROI za referenčno sliko vpliva na korelacijo med SGRT in slikovno vodenim pozicioniranjem. Pri SGRT medenice je bilo ugotovljeno izboljšano soglasje s CBCT z izključitvijo deformabilnih anatomij, kot je želodec, iz referenčne slike. Nasprotno pa so v predelu glave in vratu opazili le manjše premike. 

### Intrakanalni tumorji
Nedavni tehnološki napredek je naredil, da je SRS brez okvirja na osnovi linac bolj prijazna možnost zdravljenja, ki omogoča natančno pozicioniranje pacienta in krajši čas zdravljenja. Ker se SRS vse pogosteje uporablja pri bolnikih z možganskimi metastazami, je pomembno, da se SRS izvaja z najvišjo možno kakovostjo, da se izognemo zapletom, kot je radionekroza. Zato je nujno, da se zdravi z manjšimi robovi zdravljenja, kar zahteva popravek 6DOF pod vodstvom CBCT in termoplastične maske.
Jasna prednost sistemov SGRT je pomanjkanje doze sevanja in postopek le minimalno podaljša celoten čas zdravljenja. Optimalna uporaba sistemov SGRT pri bolnikih z možganskimi tumorji zahteva uporabo mask z odprtim obrazom ali celo brez mask. 
Pri zdravljenju z nekoplanarnimi koti kavča postane pomembno natančno poznavanje sovpadanja med sevanjem in izcentrom rotacije kavča, saj ni mogoče popraviti vožnje mize med izvajanjem obsevanja. Redni Winston-Lutz pregledi zagotavljajo točne informacije o izcentru sevanja za različne kote portala, kolimatorja in kavča ter lahko posredno zagotovijo tudi informacije o točnosti sistema.

### DIBH (deep - inspirational breath hold)
Ker se gibanje organa, ki ga povzroča dihanje, šteje za največje intrafrakcijsko gibanje organa, je treba upoštevati negotovost med radioterapijo tumorjev ali lezij, na katere vpliva dihanje. DIBH (maksimalni vdih) ali plitvi BH (zmerni vdih) sta učinkoviti metodi za ublažitev dihalnih gibov. Oba koncepta zmanjšata gibanje tumorja na minimum in omogočata zmanjšanje odmerka za srce s podobnim pokritjem načrtovanega ciljnega volumna (PTV).
Pri zdravljenju pljuč ali jeter je mogoče raven zadrževanja diha spremljati s sistemi SGRT, čeprav lahko sistem spremlja le površino pacienta kot nadomestek za gibanje tumorja. Po drugi strani pa se lahko dihalno gibanje uporabi tudi za povečanje varčevanja z OAR za specifična tumorska mesta, pri čemer DIBH poveča razdaljo med PTV in OAR.
Na primer, pri raku dojke tehnika DIBH vodi do zmanjšanja srčnega odmerka, zlasti do radiosenzitivnih struktur, kot je leva anteriorna descendentna arterija (LAD), kjer vsak dodatni odmerek poveča tveganje za koronarno arterijsko bolezen in tveganje za ishemično bolezen srca.
Obsevanje raka leve dojke z uporabo DIBH z uporabo optičnih površinskih skenerjev se danes široko izvaja v številnih ustanovah, koncept pa je bil prilagojen tudi obsevanju na desni strani dojke za zmanjšanje odmerka pljuč in jeter.

## Bodoči razvoj
Izkazalo se je, da uporaba SGRT zagotavlja večjo varnost bolnikov v celotnem poteku zdravljenja z radioterapijo in večjo natančnost pri zdravljenju specifičnih anatomskih mest. SGRT se lahko šteje za dodatno varnostno orodje, na primer za intrafrakcijsko upravljanje gibanja, vendar so nekatere tehnike, kot so DIBH ali zdravljenje z odprtimi maskami, dosegle izjemen napredek z uporabo SGRT.
SGRT ima potencial za velik vpliv na izboljšanje kakovosti in varnosti radioterapevtskega zdravljenja, vendar je IGRT (image guided radiotherapy) še vedno zlati standard za preverjanje položaja. SGRT lahko dopolnjuje druge načine slikanja brez dodajanja odmerka sevanja.